# Джаясімха Сідхараджа
Джаясімха Сідхараджа (гудж. સિદ્ધરાજ જયસિંહ; бл. 1081 — 1143) — 7-й магараджахіраджа держави Гуджара в 1092—1143 роках. Ім'я перекладається як «Лев перемоги». Намагався підкорити південний Гуджарат, але не досяг повного успіху. Успішно воював проти кланів Чаухан і Парамара.

## Життєпис
Походив з династії Соланка (Чаулук'я). Син магараджахіраджи Карнадеви і Маяналли, доньці Джаякеші I Кадамба, магараджи Гоа. Згідно з переказами народився в Паланпурі, але історичних підтверджень цьому немає. Також за легендою його батько молився богині Лакшмі про сина в храм, який перед тимвідновив, довго медитував, долаючи спокусливі апсари та грізного демона. Зрештою, богиня Лакшмі з'явилася перед ним і благословила його, в результаті чого народився Джаясімха.
Посів трон близько 1092 року. Прийняв титул (або почесне ім'я) Сідхараджа. Скористався послабленням Наравармана Парамара, магараджи Малави, внаслідок поразок від Чаухан, успішно атакувати володіння Парамара. Спочатку він здійснив похід на Удджайн. Разом з Аджаяраджею II Чаухан, магараджею Сакамбхарі, деякий час тримав в облозі Наравармана в його столиці Дхара.
Мав декілька конфліктів з Вікрамадітьєю VI, магараджахіраджею держави Західних Чалук'їв, через бажання того захопити Лата (південносхідний Гуджарат). Незважабючи на низку невдач, зумів зберегти Лата в сфері свого впливу. Уклав союзи з Яшагкарною Калачура, магараджахіраджею Чеді.
Невдовзі виступив проти Хенгари Чудасами, магараджи Саураштри, зякими вів війну з перемінним успіхом таперервами. Лише 1120 року зумів здобути остаточну перемогу, встановивши зверхність над Чудасамами. Крім того, здійснив низку успішних поході проти династії Сумра, правителів Сінду, та племен абгіра  в Качі.
У 1120-х роках надав допомогу Ашараджі Чаухану, магараджи Наддули, якого було повалено родичем Ртанпалою. Незважаючи на цю допомогу Ашараджа не зміг досягти успіху й зрештою залишився в Гуджарі. Допоміг Сомешварі Парамара, магарджи Бхімалу, відвоювати трон, а натмоість той визнав зверхність Джаясімхи.
1135 року виступив проти Ясовармана II Парамара, магараджи Малави, захопив його столицю та самого правителя. Поет Сомешвара стверджує, що Джаясімха посадив його в дерев'яну клітку, наче папугу. Балачандра додає, що полоненого привезли до Гуджарату в дерев'яній клітці. Прийняв титул Авантінатха («Володар Аванті»). Невдовзі звільнив полоненого, що визнав зверхність Соланка.
Активно став карбувати власні монети: золоті монети вагою 4,2 г (з написом Шрі Сідхараджа), срібні вагою 1,715 г зі слоном на реверсі та написом письмом нагарі Шрі Джаясімха на аверсі, мідні.
Таке посилення призвело до війни з Маданаварманом Чандела, магараджахіраджею Джеджа-Бхукті. Обидві сторони згідно з їх написами приписували себе перемогу у війні. З огляду на це більшість дослідників вважають, що жодна зі сторін не досягла важливого успіху, тому відбувся традиційний обмін подарунками, які Мадана-варман і Джаясімха в своїх написах трактували в якості данини. Уклав союз з Говіндачандрою Гаґавадалом, магараджахіраджею Антарведі.
Десь наприкінці 1130-х років завдав поразки Арнораджи Чаухану, магараджи Сакамбхарі. Останній визнав зверхність Соланка. Натомість Джаясімха видав за нього свою доньку Канчадеві.
Помер Джаясімха Сідхараджа 1143 року. Йому спадкував внучатий небіж Кумарапала.

## Культурна діяльність
Джаясімха опікувався кількома вченими і зробив Гуджарат відомим центром освіти та літератури. був покровителем джайнського вченого Хемачандри. Згідно з джайнськими хроніками, коли Джаясімха переміг Парамара, він привіз кілька санскритських рукописів з Мальви до Гуджарату. Один із цих рукописів включав трактат з граматики, написаний Бходжею Парамара. Вражений цією роботою, Джаясімха доручив Хемачандрі написати простіший і більш вичерпний трактат з граматики. Джаясімха розповсюдив трактат по всій Індії.
Джаясімха також протегував поетам Шріпалі, якому надав почесний титул кавіндра, Вардхаману, драматургу Яшахчандра, шиваїстським вченим Рамачандрі, Ачар'ї, Джаямангалі, а також джайнським вченим. Джайнські автори показують, що він неупереджено ставиться до всіх різних релігійних громад, зокрема й мусульман.

### Будівництво
Відреставрував або перебудував храм Рудра Махалая в Сіддхапурі (північний Гуджарат). Це був найбільший храм його періоду, від якого сьогодні збереглися лише деякі стовпи, святині та арки. Він оновив штучну водойму «Дурлабха-саровар», і назвав його Сахастралінга («1000 лінгамів»). Озеро було оточене 1008 маленькими святилищами, у кожному з яких містився лінгам. Ту оселив численних брагманів з Варанасі. їхні наступники відомі як аудіт'я-брагман.
Джаясімха перевів течію всієї річки Сарасваті в озеро. Було створено багато штучних островів, на яких побудовано багато храмів, палаців і садів. На берегах цього озера були тисячі храмів Шиви. Крім них, було 108 храмів Деві, Ягнашала та Матха для учнів.
Згідно з джайнськими джерелами, він також побудував Сіддхавіхару в Сіддхпурі. Східцевий колодязь у Дхандхалпурі також приписують Джаясімха Сідхараджа. Його матері Майяналлі приписують створення озер у Вірамгамі та Долці.